# Upplands runinskrifter 151
Runinskrift U 151 är en runsten utmed Frestavägen strax öster om Broby bro i Täby socken och Täby kommun i södra Uppland. Den står tillsammans med de två runstensfragmenten U 139 och U 140.

## Inskriften
Translitterering av runraden:
× þurbiarn × uk × ikiþura × litu × raisa × ist[ai]n × þina × iftiʀ × ikul × faþur sin × uk × irinui × iftiʀ × buanta sin × uk afti(ʀ) ---
Normalisering till runsvenska:
Þorbiorn ok Ingiþora letu ræisa stæin þenna æftiʀ Igul, faður sinn, ok Ærinvi æftiʀ boanda sinn ok æftiʀ ...
Översättning till nusvenska:
Torbjörn och Ingetora läto resa denna sten efter Igul, sin fader, och Ärenvi efter sin man och efter ..."
Den ofullbordade inskriften på vänstra sidan skulle vara en upprepning av huvudinskriften: «och efter Igul».